# Domaine universitaire d'Orléans-La Source
Le domaine universitaire d'Orléans-La Source est le campus d'Orléans (Loiret), situé dans le quartier d'Orléans-La Source. D'une superficie d'une centaine d'hectares, il accueille les 15 000 étudiants de l'antenne orléanaise de l'université d'Orléans.

## Situation
Le campus orléanais est situé dans le quartier d'Orléans-La Source, au sud d'Orléans. Il se trouve à proximité du parc floral de La Source, au sein duquel le Loiret prend sa source dans le Bouillon, une résurgence qui a donné son nom au centre culturel de l'université.
Les installations universitaires sont construites au sein d'espaces boisés et réparties autour d'un lac artificiel situé au cœur du campus. L'espace alentour regroupe les trois restaurants universitaires et sert de cadre aux manifestations culturelles et étudiantes organisées par l'université et les associations.

## Installations
La plupart des infrastructures universitaires orléanaises sont situées sur le campus d'Orléans-La Source.

### Composantes
Le campus d'Orléans-La Source accueille cinq composantes d'enseignement et de recherche de l'université d'Orléans :
- L'unité de formation et de recherche (UFR) droit, économie, gestion
- L'unité de formation et de recherche (UFR) lettres, langues et sciences humaines
- L'unité de formation et de recherche (UFR) sciences et techniques, réparti en deux sites (« sciences » et « STAPS »)
- L'institut universitaire de technologie (IUT) d'Orléans
- L'école d'ingénieurs Polytech Orléans

Les deux autres composantes orléanaises de l'université d'Orléans, l'Observatoire des sciences de l'Univers en région Centre (OSUC) et l'École supérieure du professorat et de l'éducation (ESPE) Centre-Val de Loire, ne sont pas situées sur le campus.

### Bibliothèques universitaires
Les trois bibliothèques universitaires orléanaises, « droit, économie, gestion », « lettres, langues et sciences humaines » et « sciences, technologies, STAPS », rattachées au service commun de documentation de l'université d'Orléans, sont situées sur le campus.

### Services destinés aux étudiants
Le campus comporte trois restaurants universitaires (« Le Lac », « Le Forum » et « L'Anatidé »), huit cafétérias et huit résidences universitaires du CROUS d'Orléans-Tours situés à Orléans-La Source. Le Bouillon, centre culturel de l'université d'Orléans, se trouve sur le domaine universitaire, à proximité de l'UFR lettres, langues et sciences humaines.
Les services communs de l'université, tels que le service universitaire de médecine préventive et de promotion de la santé (SUMPPS) et le service universitaire des activités physiques, sportives et d'expression (SUAPSE), accessibles à l'ensemble des étudiants, sont également situés sur le campus.

### Services centraux

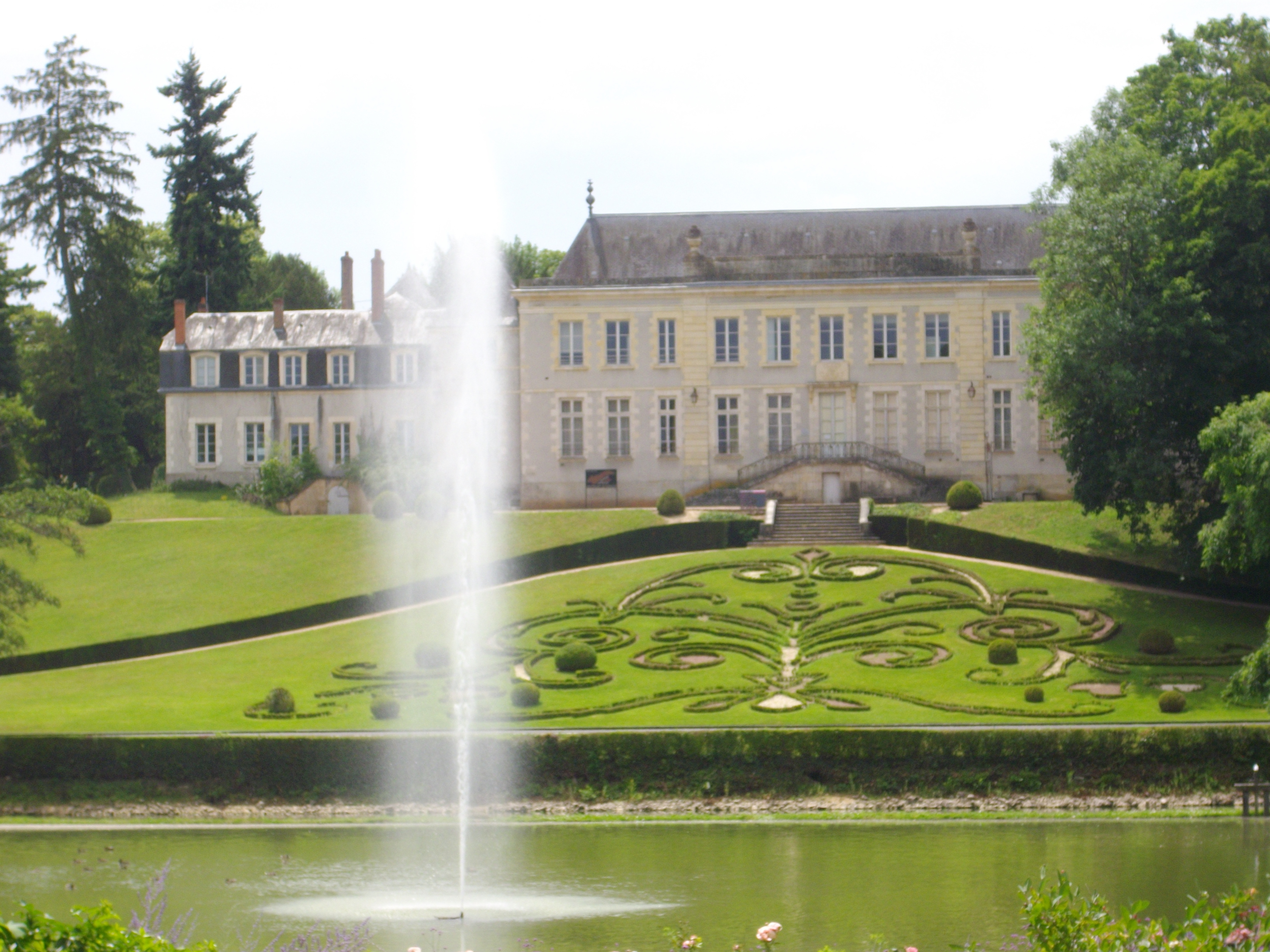
Le château de La Source, siège de la présidence de l'université d'Orléans.

La présidence et les services centraux de l'université d'Orléans sont hébergés dans le château de La Source, localisé au cœur d'un parc arboré situé à quelques centaines de mètres du Bouillon, source principale du Loiret.

### Associations
La radio associative Radio Campus Orléans, dont les locaux sont situés à proximité de l'UFR lettres, langues et sciences humaines, émet depuis le campus d'Orléans-La Source.

## Accès

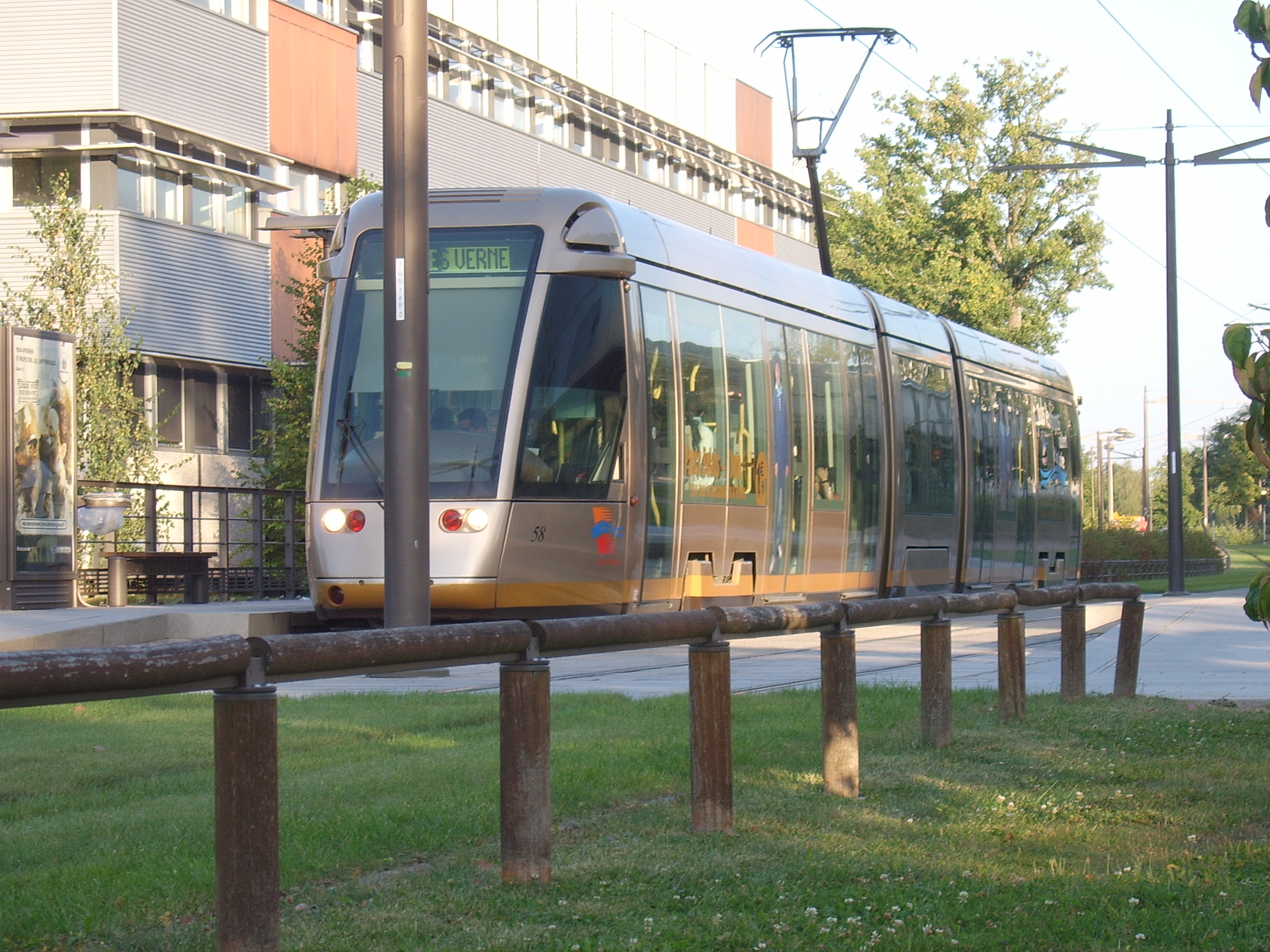
Une rame de la ligne A du tramway d'Orléans, à la station Parc Floral.

Le campus est accessible par l'autoroute A71 et la route D2020. Il est également desservi par la ligne A du tramway d'Orléans, ainsi que par les lignes de bus nos 1, 13, 40 et 41 en journée et par la ligne N la nuit du réseau TAO. La gare de Saint-Cyr-en-Val - La Source est située à quelques kilomètres du campus mais n'est pas reliée directement par bus à ce dernier, sauf via le service de transport à la demande RésaSud.